# Bathyporeia ledoyeri
Bathyporeia ledoyeri is een vlokreeftensoort uit de familie van de Bathyporeiidae. De wetenschappelijke naam van de soort is voor het eerst geldig gepubliceerd in 2004 door d'Udekem d'Acoz & Menioui.